# Abella Mihály
Abella Mihály (Csetény, 1878. szeptember 27. – Dachau, 1945. február 22.) szakszervezeti vezető.
Borbélymesterséget tanult. 1902-ben bekapcsolódott a szakszervezeti mozgalomba és tagja lett a szociáldemokrata pártnak. 1904-től tagja, majd ügyvezető titkára, végül elnöke volt a magyarországi borbély- és fodrászsegédek szakegyletének. A Tanácsköztársaság idején a közélelmezési népbiztosságon dolgozott. Szerkesztette a Fodrász Újságot. 1944 novemberében a szakegylet több vezetőségi tagjával együtt hurcolták el, a dachaui koncentrációs táborban halt meg.
Felesége: Anna Schnell.